# Union chrétienne-sociale en Bavière
Pour les articles homonymes, voir CSU.
L’Union chrétienne-sociale en Bavière (en allemand : Christlich-Soziale Union in Bayern, CSU, ) est un parti politique allemand de centre droit qui agit exclusivement en Bavière, tandis que son parti frère, l'Union chrétienne-démocrate d'Allemagne (CDU) opère dans le reste du pays ; la coopération des deux partis sur le plan fédéral est appelée la CDU/CSU. La CSU est plus conservatrice que la CDU. Au niveau international, elle est membre du Parti populaire européen et de l'Union démocrate internationale.

## Historique

### Un parti exclusivement bavarois
La CSU a présenté des candidats en dehors de la Bavière en une seule occasion, en 1957, lors d'élections dans le Land de Sarre. Les élus et la section sarroise de la CSU ont ensuite rejoint la CDU.

### Des débuts chaotiques
Alors qu'aux élections régionales du 1er décembre 1946 elle avait remporté un franc succès avec 52,3 % des suffrages, la CSU s'effondre quatre ans plus tard avec seulement 27,4 %, son plus bas historique. Elle parvient toutefois à rester à la tête du gouvernement régional, mais est exclue de la coalition majoritaire à la suite des élections régionales du 28 novembre 1954, où elle entame une remontée avec 38 %.
En 1957, elle reprend le contrôle de l'exécutif avec l'investiture de Hanns Seidel, qui constitue un gouvernement exclusivement de droite avec le Bloc pan-allemand/Ligues des réfugiés et expulsés (GB/BHE) et le Parti libéral-démocrate (FDP).

### Une domination sans partage: Goppel et Strauß
En 1961, le charismatique ministre fédéral de la Défense Franz Josef Strauss prend la présidence du parti. Aux élections régionales du 25 novembre 1962, le parti se choisit comme chef de file le ministre de l'Intérieur Alfons Goppel. C'est alors le début d'un règne sans partage sur le Landtag et le gouvernement du Land.
Ainsi, aux élections régionales du 27 octobre 1974, la CSU réalise son meilleur score avec 62,1 % des suffrages exprimés. Deux ans plus tard, aux élections fédérales du 3 octobre 1976, le parti atteint le seuil symbolique des 60 % des voix dans le Land, soit 10,6 % au niveau fédéral.
À l'approche des élections régionales du 15 octobre 1978, Goppel décide de passer la main au profit de Strauß. Surnommé le « taureau de Bavière », perçu comme l'idéologue du parti, il remporte 58,3 % des voix, amorçant une baisse des résultats qui ne s'interrompra qu'en 1994. Investi ministre-président du Land, il se fait ensuite désigner candidat à la chancellerie par la CDU/CSU dans la perspective des élections fédérales du 5 octobre 1980. C'est la première fois que le chef de file des chrétiens-démocrates est issu de la CSU. Sa campagne très à droite sous le thème « La liberté ou le socialisme » est un échec, les conservateurs perdant plus de quatre points.

### Transition: de Streibl à Stoiber
Il meurt d'un arrêt cardiaque le 3 octobre 1988. Son vice-ministre-président Max Streibl prend la relève à la direction du gouvernement régional, tandis que Theodor Waigel, président du groupement de la CSU au Bundestag, prend la tête du parti.
Impliqué dans des affaires financières, Streibl doit démissionner en mai 1993. Le groupe de la CSU au Landtag lui choisit comme successeur Edmund Stoiber, ministre de l'Intérieur, ancien directeur de la chancellerie sous Strauß, au détriment de Waigel, devenu entretemps ministre fédéral des Finances.
Les élections régionales du 25 septembre 1994 voient le parti se contenter de 52,8 % et 120 députés sur 204. Il faut alors remonter au scrutin du 20 novembre 1966 pour trouver un score plus mauvais. Réélu en 1998, Stoiber est choisi en 1999 comme nouveau président du parti.
Il est ensuite désigné par la CDU/CSU comme candidat à la chancellerie pour les élections fédérales du 22 septembre 2002. Dominant le chancelier social-démocrate sortant Gerhard Schröder, il est battu sur le fil par les sociaux-démocrates et subit les effets du mauvais résultat du FDP, ainsi que du bon score de l'Alliance 90 / Les Verts (Grünen). L'année suivante, aux élections régionales du 21 septembre 2003, la CSU remonte jusqu'à 60,7 % des suffrages, le deuxième meilleur score de son histoire.

### Échec de 2008: l'arrivée de Seehofer
Accusé d'autoritarisme, Edmund Stoiber est contraint à la démission le 9 octobre 2007. Tandis que son bras droit depuis 1993, le ministre de l'Intérieur Günther Beckstein, lui succède à la chancellerie du Land, le ministre régional de l'Économie Erwin Huber le remplace à la direction du parti, non sans avoir connu la concurrence du ministre fédéral de l'Agriculture Horst Seehofer.
Ce nouveau tandem se révèle inefficace et aux élections régionales du 21 septembre 2003, la CSU s'effondre à 43,4 % et perd sa majorité absolue. Il passe sous le seuil des 3 000 000 de voix, une première depuis 1966. Huber et Beckstein renoncent à leurs fonctions, et Seehofer leur succède, prenant par ailleurs la tête d'une coalition noire-jaune avec le FDP.
Les élections fédérales du 27 septembre 2009 confirment la perte de soutien du parti sur le territoire bavarois : que cela soit les 6,5 % au niveau fédéral ou les 42,5 % au niveau régional, il faut remonter aux élections du 14 août 1949 pour trouver pire résultat. Les quatre années qui suivent, Seehofer s'attache à relancer le parti, délivrant un message de vérité et montrant l'image d'un homme honnête, intègre et travailleur[réf. nécessaire]. Cela conduit à sa réélection lors du scrutin du 15 septembre 2013, au cours duquel le parti réalise un score de 47,7 %.
La gestion de la crise migratoire en Europe (à partir de 2015), lors de laquelle Angela Merkel s'est engagée à accueillir des réfugiés, s'est soldée par une défiance entre la chancelière et le parti bavarois. Angela Merkel, qui n'avait manqué aucun congrès de la CSU depuis 16 ans n'est ainsi pas invitée à celui tenu fin 2016. Cela ne remet pourtant pas en cause l'alliance entre la CDU et la CSU, ce dernier parti pouvant même contenir la montée du nouveau mouvement anti-réfugiés, l'AfD. Le 6 février 2017, cette alliance est d'ailleurs réaffirmée par les chefs des deux partis en vue des élections fédérales allemandes de 2017 malgré la persistance de divergences entre Angela Merkel et Seehofer.
Le 16 mars 2018, Markus Söder est investi ministre-président de Bavière par le Landtag, par 99 voix favorables sur 169 exprimées. Il prend ainsi après une longue lutte pour le pouvoir  la suite de Seehofer, nommé trois jours plus tôt ministre fédéral de l'Intérieur.
À l'issue des élections bavaroises du 14 octobre 2018, la CSU - avec tête de liste Söder - perd la majorité absolue avec le pire résultat des élections bavaroises depuis 1950. Afin de pouvoir continuer à diriger le Land, le parti doit trouver un partenaire de coalition. Un accord est finalement conclu avec les Électeurs libres, ce qui permet à Söder d'être réélu ministre-président le 6 novembre par 110 voix contre 89.
Georg Nüßlein, député de la CSU, est mis en cause dans une affaire de corruption en 2021.

## Présidents

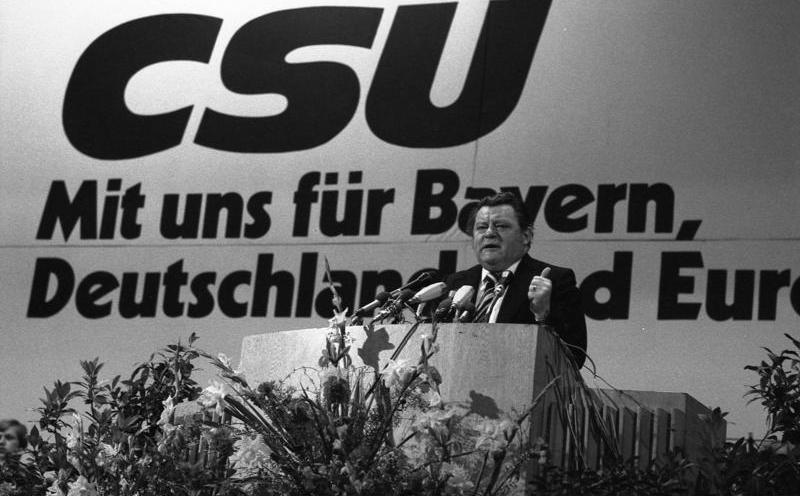
Franz Joseph Strauß lors d'un congrès de la CSU à Passau en 1975.

- 1946–1949 : Josef Müller
- 1949–1955 : Hans Ehard
- 1955–1961 : Hanns Seidel
- 1961–1988 : Franz Josef Strauss
- 1988–1999 : Theodor Waigel
- 1999-2007 : Edmund Stoiber
- 2007-2008 : Erwin Huber
- 2008-2019 : Horst Seehofer
- depuis 2019 : Markus Söder

## Députés au Bundestag
- Franz Ludwig Schenk Graf von Stauffenberg

## Ministres fédéraux actuels
- Hans-Peter Friedrich, ministre fédéral de l'Alimentation et de l'Agriculture ;
- Alexander Dobrindt, ministre fédéral des Transports et des Réseaux numériques ;
- Gerd Müller, ministre fédéral de la Coopération économique.

## Commissaires européens
- Peter Schmidhuber : Budget (1989-1995)

## Résultats électoraux

### Élections régionales de Bavière
| Année   | %    | Sièges    | Rang | Gouvernement                                   |
| ------- | ---- | --------- | ---- | ---------------------------------------------- |
| 06/1946 | 58,3 | 109 / 180 | 1er  | Hoegner I                                      |
| 12/1946 | 52,3 | 104 / 180 | 1er  | Ehard I (1946-1947), Ehard II (1947-1950)      |
| 1950    | 27,4 | 64 / 180  | 2e   | Ehard III                                      |
| 1954    | 38,0 | 83 / 204  | 1er  | Opposition (1954-1957), Seidel I (1957-1958)   |
| 1958    | 45,6 | 101 / 204 | 1er  | Seidel II (1958-1960), Ehard IV (1960-1962)    |
| 1962    | 47,5 | 108 / 204 | 1er  | Goppel I                                       |
| 1966    | 48,1 | 110 / 204 | 1er  | Goppel II                                      |
| 1970    | 56,4 | 124 / 204 | 1er  | Goppel III                                     |
| 1974    | 62,1 | 132 / 204 | 1er  | Goppel IV                                      |
| 1978    | 59,1 | 129 / 204 | 1er  | Strauss I                                      |
| 1982    | 58,3 | 133 / 204 | 1er  | Strauss II                                     |
| 1986    | 55,8 | 128 / 204 | 1er  | Strauss III (1986-1988), Streibl I (1988-1990) |
| 1990    | 54,9 | 127 / 204 | 1er  | Streibl II (1990-1993), Stoiber I (1993-1994)  |
| 1994    | 52,8 | 120 / 204 | 1er  | Stoiber II                                     |
| 1998    | 52,9 | 123 / 204 | 1er  | Stoiber III                                    |
| 2003    | 60,7 | 124 / 180 | 1er  | Stoiber IV (2003-2007), Beckstein (2007-2008)  |
| 2008    | 43,4 | 92 / 187  | 1er  | Seehofer I                                     |
| 2013    | 47,7 | 101 / 180 | 1er  | Seehofer II (2013-2018), Söder I (2018)        |
| 2018    | 37,3 | 85 / 205  | 1er  | Söder II                                       |
| 2023    | 37,0 | 85 / 203  | 1er  | Söder III                                      |

### Bundestag
| Année | %    | Mandats  | Rang | Gouvernement                                                   |
| ----- | ---- | -------- | ---- | -------------------------------------------------------------- |
| 1949  | 5,8  | 24 / 410 | 4e   | Adenauer I                                                     |
| 1953  | 8,8  | 52 / 487 | 4e   | Adenauer II                                                    |
| 1957  | 10,5 | 55 / 497 | 3e   | Adenauer III                                                   |
| 1961  | 9,5  | 50 / 496 | 4e   | Adenauer IV (1961-1962) et V (1962-1963), Erhard I (1963-1965) |
| 1965  | 9,6  | 49 / 496 | 3e   | Erhard II (1965-1966), Kiesinger (1966-1969)                   |
| 1969  | 9,4  | 49 / 496 | 3e   | Opposition                                                     |
| 1972  | 9,6  | 48 / 496 | 3e   | Opposition                                                     |
| 1976  | 10,6 | 53 / 496 | 3e   | Opposition                                                     |
| 1980  | 10,3 | 52 / 519 | 4e   | Opposition (1980-1982), Kohl I (1982-1983)                     |
| 1983  | 10,6 | 53 / 520 | 3e   | Kohl II                                                        |
| 1987  | 9,8  | 49 / 519 | 3e   | Kohl III                                                       |
| 1990  | 7,1  | 51 / 662 | 4e   | Kohl IV                                                        |
| 1994  | 7,3  | 50 / 672 | 3e   | Kohl V                                                         |
| 1998  | 6,8  | 47 / 669 | 3e   | Opposition                                                     |
| 2002  | 9,0  | 58 / 603 | 3e   | Opposition                                                     |
| 2005  | 7,4  | 46 / 614 | 6e   | Merkel I                                                       |
| 2009  | 6,5  | 45 / 622 | 6e   | Merkel II                                                      |
| 2013  | 7,4  | 56 / 631 | 5e   | Merkel III                                                     |
| 2017  | 6,2  | 45 / 709 | 7e   | Merkel IV                                                      |
| 2021  | 5,2  | 45 / 736 | 6e   | Opposition                                                     |
| 2025  | 6,0  | 44 / 630 | 6e   | Merz                                                           |

### Élections européennes
| Année | %    | Mandats | Tête de liste |
| ----- | ---- | ------- | ------------- |
| 1979  | 10,1 | 8 / 78  |               |
| 1984  | 8,5  | 7 / 78  |               |
| 1989  | 8,2  | 7 / 78  |               |
| 1994  | 6,8  | 8 / 99  |               |
| 1999  | 9,4  | 10 / 99 |               |
| 2004  | 8,0  | 9 / 99  |               |
| 2009  | 7,2  | 8 / 99  |               |
| 2014  | 5,3  | 5 / 96  | Markus Ferber |
| 2019  | 6,3  | 6 / 96  |               |
| 2024  | 6,3  | 6 / 96  |               |